# Real (EP)
Pour les articles homonymes, voir Real.
Albums de IU
IU...IM
(2009) Real+
(2011)
Singles
1. Good Day
Sortie : 9 décembre 2010

Real (stylisé REAL) est le troisième extended play (EP) coréen de l'auteure-compositrice-interprète et actrice sud-coréenne IU. Il a été sorti et distribué par LOEN Entertainment le 9 décembre 2010. L'édition spéciale de l'album s'est vendue dans son intégralité durant les préventes, ce qui montre à quel point cet album était attendu. IU a collaboré avec des chanteurs et producteurs sud-coréens tels que Yoon Jong-shin, Kim Hyeong-seok, Lee Min-soo, Kim Eana, Shinsadong Tiger et Choi Gap-won pour cet album. Le succès de l'album a renforcé le statut de "Nation's Sweetheart" de la chanteuse dans son pays natal.

## Contexte et sortie
Real se compose de six chansons et une version instrumentale de la chanson-titre "Good Day" (hangeul: 좋은 날
; RR: Joeun Nal). L'album est sorti en deux versions différentes, une normale et une spéciale. IU a travaillé avec les compositeurs des hits "Abracadabra", "Nagging" et "Irreversible" pour développer son album.
L'album reflète l'image naturelle d'IU, comme dit dans son titre. La chanson principale "Good Day" contient une combinaison musicale de violon, d'instruments à vent, de guitare et de piano. Elle permet aussi de faire entendre sa puissante voix. Les paroles racontent l'histoire d'une fille qui n'ose pas confesser son amour à la personne qu'elle aime, la douceur mais aussi la tension d'un premier amour.
IU s'est également essayée à un nouveau genre dans cet album, la musique électronique ("This Is Not What I Thought"). D'autres chansons de cet album comprennent "The Night of the First Breakup" (hangeul: 첫 이별 그날 밤
; RR: Cheot Ibyeol Geunal Bam), l'histoire d'une journée d'une fille qui panique après avoir rompu avec son petit ami; "Alone in the Room" (hangeul: 혼자 있는 방
; RR: Honja Itneun Bang), qui laisse sentir le côté mature d'IU et est remplie des émotions d'une fille de 18 ans car IU a co-écrit les paroles de cette chanson; "The Thing I Do Slowly" (hangeul: 느리게 하는 일
; RR: Neurige Haneun Il), une ballade qui décrit une fille essayant d'oublier son amour après une rupture; et "Merry Christmas in Advance" (hangeul: 미리 메리 크리스마스
; RR: Miri Meri Kriseumaseu), une confession d'IU à ses fans, qui a été composée par Shinsadong Tiger. Il y figure un rap de Thunder, qui est ami avec IU depuis ses prédébuts, et le morceau est une chanson d'amour qui en apporte à tout le monde durant Noël.
IU a fait son retour officiel lors du Music Bank de KBS le 10 décembre 2010.
À compter de 2012, l'album a vendu plus de 85 000 copies.

## Liste des pistes
※ Les titres en gras indiquent les singles de l'album.
| CD/Téléchargement | CD/Téléchargement                                                                       | CD/Téléchargement | CD/Téléchargement                | CD/Téléchargement | CD/Téléchargement | CD/Téléchargement | CD/Téléchargement | CD/Téléchargement | CD/Téléchargement |
| No                | Titre                                                                                   | Paroles           | Musique                          | Durée             |                   |                   |                   |                   |                   |
| ----------------- | --------------------------------------------------------------------------------------- | ----------------- | -------------------------------- | ----------------- | ----------------- | ----------------- | ----------------- | ----------------- | ----------------- |
| 1.                | This Is Not What I Thought (이게 아닌데; Ige Aninde)                                    | Kim Eana          | Kim Hyeong-seok                  | 3:07              |                   |                   |                   |                   |                   |
| 2.                | The Thing I Do Slowly (느리게 하는 일; Neurige Haneun Il)                               | Choi Gap-won      | Peejay, Min Woong-shik           | 4:13              |                   |                   |                   |                   |                   |
| 3.                | Good Day (좋은 날; Joeun Nal)                                                           | Kim Eana          | Lee Min-soo                      | 3:53              |                   |                   |                   |                   |                   |
| 4.                | The Night of the First Breakup (첫 이별 그날 밤; Cheot Ibyeol Geunal Bam)               | Yoon Jong-shin    | Yoon Jong-shin                   | 4:26              |                   |                   |                   |                   |                   |
| 5.                | Alone in the Room (혼자 있는 방; Honja Itneun Bang)                                     | Choi Gap-won, IU  | Jeon Seung-woo                   | 3:58              |                   |                   |                   |                   |                   |
| 6.                | Merry Christmas in Advance (미리 메리 크리스마스; Miri Meri Keuriseumaseu, ft. Thunder) | Choi Gap-won      | Shinsadong Tiger, Choi Gyu-seong | 4:28              |                   |                   |                   |                   |                   |
| 7.                | Good Day (Instrumental)                                                                 | Kim Eana          | Lee Min-soo                      | 3:53              |                   |                   |                   |                   |                   |
| 26:38             |                                                                                         |                   |                                  |                   |                   |                   |                   |                   |                   |

## Classements
| Classement (2010)         | Meilleure position |
| ------------------------- | ------------------ |
| Albums sud-coréens (Gaon) | 2                  |

| Classement (2010)         | Meilleure position |
| ------------------------- | ------------------ |
| Albums sud-coréens (Gaon) | 3                  |

| Classement (2011)         | Meilleure position |
| ------------------------- | ------------------ |
| Albums sud-coréens (Gaon) | 33                 |

## Récompenses et nominations

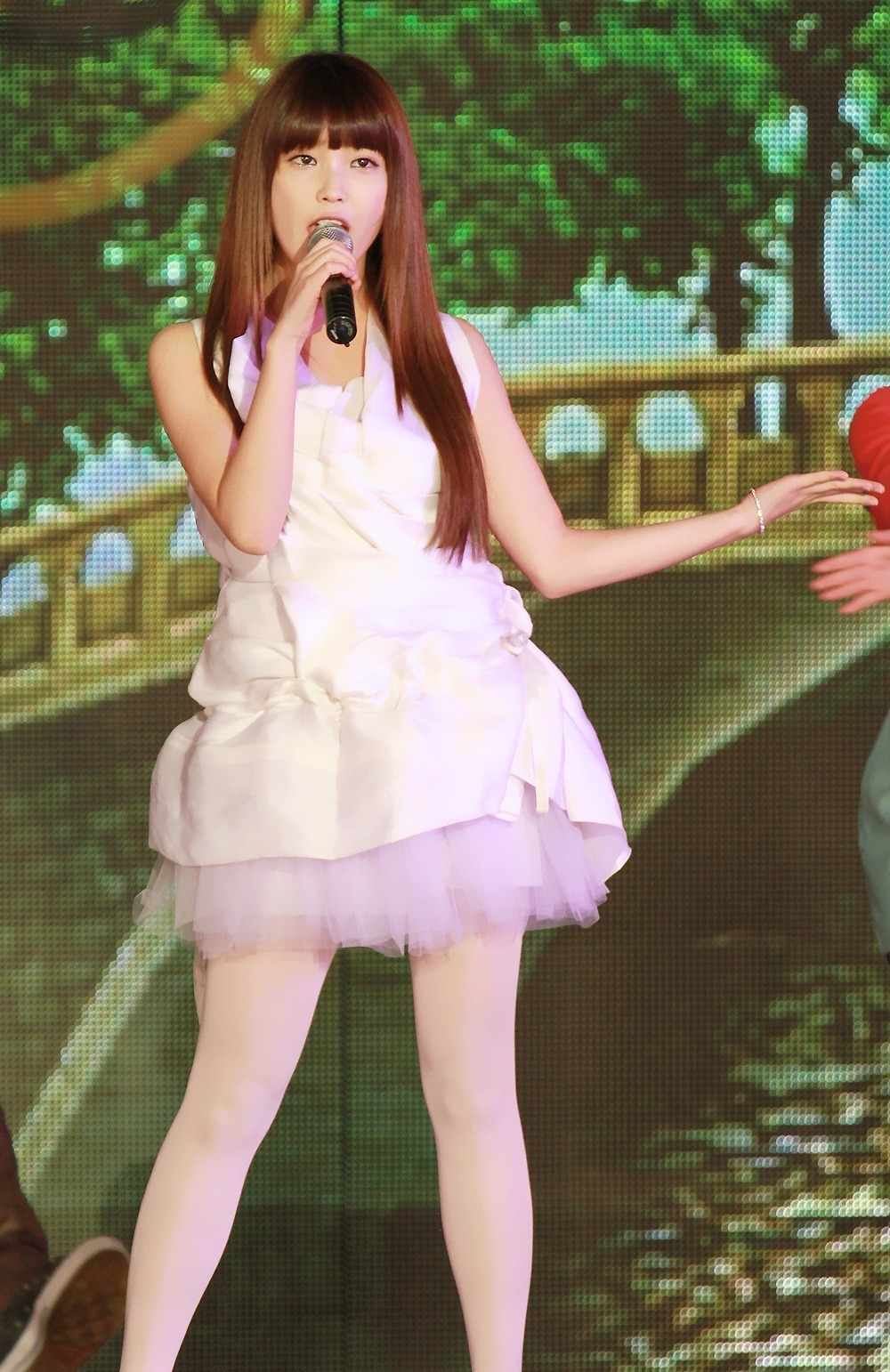
IU au SBS Gayo Daejun 2010

### Cérémonies musicales annuelles
| Année | Cérémonie                       | Catégorie                                  | Travail nommé | Résultat   |
| ----- | ------------------------------- | ------------------------------------------ | ------------- | ---------- |
| 2010  | 5e Cyworld Digital Music Awards | Song of the Month – December               | "Good Day"    | Lauréat    |
| 2011  | 20e Seoul Music Awards          | Bonsang Award (Main Prize)                 | "Good Day"    | Lauréat    |
| 2011  | 20e Seoul Music Awards          | Record of the Year in Digital Release      | "Good Day"    | Lauréat    |
| 2011  | 3e MelOn Music Awards           | Song of the Year                           | "Good Day"    | Lauréat    |
| 2011  | 3e MelOn Music Awards           | Top 10 Artists                             | IU            | Lauréat    |
| 2011  | 13e Mnet Asian Music Awards     | Best Female Artist                         | IU            | Nomination |
| 2011  | 13e Mnet Asian Music Awards     | Best Vocal Performance – Solo              | "Good Day"    | Lauréat    |
| 2012  | 9e Korean Music Awards          | Song of the Year                           | "Good Day"    | Lauréat    |
| 2012  | 9e Korean Music Awards          | Best Pop Song                              | "Good Day"    | Lauréat    |
| 2012  | 9e Korean Music Awards          | Female Musician of the Year (Netizen Vote) | IU            | Lauréat    |

### Victoires dans des émissions musicales
| Chanson    | Programme             | Date             |
| ---------- | --------------------- | ---------------- |
| "Good Day" | Music Bank (KBS)      | 24 décembre 2010 |
| "Good Day" | Music Bank (KBS)      | 31 décembre 2010 |
| "Good Day" | Music Bank (KBS)      | 7 janvier 2011   |
| "Good Day" | The Music Trend (SBS) | 19 décembre 2010 |
| "Good Day" | The Music Trend (SBS) | 26 décembre 2010 |
| "Good Day" | The Music Trend (SBS) | 2 janvier 2011   |
| "Good Day" | M! Countdown (Mnet)   | 23 décembre 2010 |

## Historique de sortie
| Région       | Date            | Format             | Édition                  | Label              |
| ------------ | --------------- | ------------------ | ------------------------ | ------------------ |
| Corée du Sud | 9 décembre 2010 | CD, téléchargement | Édition standard         | LOEN Entertainment |
| Corée du Sud | 9 décembre 2010 | CD+DVD             | Édition spéciale limitée | LOEN Entertainment |
| Mondial      | 9 décembre 2010 | Téléchargement     |                          | LOEN Entertainment |